# Nedstrandsfjorden
Le Nedstrandsfjorden est un fjord de Norvège. il est situé dans le comté de Rogaland, dans la partie sud-ouest du pays, à 290 km à l'ouest d'Oslo, la capitale du pays.
Son climat est tempéré. La température moyenne annuelle est de 5° Centigrades. Le mois le plus chaud est août, avec une moyenne de 13° C. Le plus froid est février, avec une moyenne de 0° C.